# Xã Enterprise, Quận Valley, Nebraska
Xã Enterprise (tiếng Anh: Enterprise Township) là một xã thuộc quận Valley, tiểu bang Nebraska, Hoa Kỳ. Năm 2010, dân số của xã này là 113 người.